# Везалий, Андреас
Андре́ас Веза́лий (часто Андре́й Веза́лий, нидерл. Andries van Wesel, лат. Andreas Vesalius; 31 декабря 1514, Брюссель, Семнадцать провинций — 15 октября 1564, Закинф, Венецианская республика) — врач и анатом, лейб-медик Карла V, затем Филиппа II. Младший современник Парацельса, основоположник научной анатомии.

## Биография
Родился в династии лекарей из Брюсселя. Прапрадед его, выходец из Везеля в Вестфалии, был ректором Левенского университета и комментатором Авиценны; дед Эверард был придворным врачом императора Максимилиана и комментатором Разеса; отец был аптекарем правительницы Нидерландов принцессы Маргариты.
Андреас учился медицине в Бельгии (университет в Лёвене) и во Франции (университеты Монпелье и Парижа), работал и преподавал преимущественно в Италии, будучи профессором университетов Падуи, Болоньи и Пизы одновременно. В 1537 году получил степень бакалавра медицины на медицинском факультете Лёвенского университета и степень доктора медицины в Падуанском университете. Везалий одним из первых стал изучать человеческий организм. Изучая труды Галена и его взгляды на строение человеческого тела, Везалий исправил свыше 200 ошибок канонизированного античного автора. Также исправил ошибку Аристотеля о том, что мужчина имеет 32 зуба, а женщина 28. Классифицировал зубы на резцы, клыки и моляры.
В 1543 году Везалий провел публичное вскрытие тела Якоба Каррера фон Гебвайлера, печально известного преступника из швейцарского Базеля. Он собрал кости и пожертвовал собранный скелет Базельскому университету. Этот скелет является единственным хорошо сохранившимся скелетом Везалия, а также старейшим в мире сохранившимся скелетом. Он до сих пор выставлен в Анатомическом музее Базельского университета. В том же году он издаёт свой главный труд «De humani corporis fabrica libri septem» («О строении человеческого тела»), в котором обобщил и систематизировал достижения в области анатомии.
Противники Везалия, придерживавшиеся традиций средневековой схоластической медицины, начали его травлю за посягательство на авторитет Галена. Собственный учитель Везалия Жак Дюбуа отрёкся от него и в 1551 году под псевдонимом опубликовал против бывшего ученика едкий памфлет «Опровержение клеветы некоего безумца на анатомические работы Гиппократа и Галена, составленные Яковом Сильвием, королевским толкователем по медицинским вопросам в Париже» (лат. Vaesani cuiusdam calumniarum In Hippocratis Galenique rem anatomicam depulsio, per Iacobum Sylvium, medicæ rei apud Parrhisios interpretem Regium). Против Везалия обратился и его друг, ученик и заместитель по кафедре Реальдо Коломбо. В итоге недоброжелатели добились изгнания учёного из Падуи.
Резонанс «Описания» принес ему не только нападки, но и материальное благополучие и славу. Везалий был назначен придворным хирургом при императоре Священной Римской империи Карле Пятом (сыну которого, Филиппу, автор и посвятил работу). По факту, он состоял военным хирургом императорской армии (Габсбурги в 1544 году воевали с Францией), а также часто заменял личного врача Карла V Корнелиуса ван Байерсдорпа.
Везалий женился на Анне ван Хамме из бельгийского Вилворде. У них была одна дочь по имени Анна, которая умерла в 1588 году.
После отречения Карла V в 1556 году Везалий перешёл на службу к его сыну, испанскому королю Филиппу II; когда тот со своим двором в 1559 году перебрался из Брюсселя в Мадрид, медик последовал за ним. Однако после смерти Габриеле Фаллопио в 1562 году решил вернуться к занятиям анатомией на освободившейся кафедре в Падуе, которую получил в мае 1564 года.
Осенью 1564 года совершил паломничество в Святую землю. Умер на обратном пути из Иерусалима, будучи выброшенным кораблекрушением на остров Закинф. Место его захоронения неизвестно.
Долгое время общепризнанным считался факт, что за вскрытие трупов, при котором однажды погиб человек, находившийся в летаргии, испанская инквизиция якобы приговорила учёного к смерти и, только благодаря заступничеству испанского короля Филиппа II, казнь заменили вышеупомянутым паломничеством. Легенда берёт начало от письма, отправленного Губертом Ланге врачу Каспару Пейцеру через год после смерти Везалия и на которое позже сослался Мельхиор Адам в биографии, опубликованной в книге «Vitae Germanorum medicorum» (1620). В 1954 году историк Чарльз Д. О’Мэлли доказал, что факты, изложенные Губертом, являются клеветническими.

## «О строении человеческого тела»
В основу книги легли лекции, которые он читал в Падуе. Эти лекции отличались от принятых в то время тем, что Везалий для иллюстрации своих слов препарировал человеческие трупы. В книге содержится тщательное исследование органов и всего устройства человеческого тела.
Текст книги сопровождался 250 рисунками художника Яна Стефана ван Калькара, постоянного иллюстратора книг Везалия. Публикация такой книги стала возможной благодаря многим достижениям эпохи Возрождения, включая открытия в изобразительных искусствах, а также изобретения в технике книгопечатания. Благодаря последним, иллюстрации в книге превосходят точностью и тонкостью линий всё, что было прежде.
В «Строении» исправлены грубые ошибки Галена, включая идею, согласно которой печень, а не сердце, является центром кровеносной системы. Однако, Везалий всё же остался верным некоторым из ошибочных представлений Галена, например, он тоже считал разными жидкостями венозную и артериальную кровь (ошибка эта была исправлена Уильямом Гарвеем в его сочинении «О венозных клапанах» в 1628 году).
Везалий опубликовал работу в возрасте 28 лет, потратив много сил на то, чтобы книга была как можно более совершенной.
Первое издание книги вышло в 1543 году. Впоследствие книга была дополнена (в том числе ответами на критику) и переиздана в 1555 году, став объёмнее на 160 страниц. 
В 2024 году на аукционе за $2,228 млн было продано уникальное второе издание «Строения». Книга содержит на полях сделанные от руки самим Везалием заметки,которые являются правками к неопубликованному третьему изданию.

## Портреты
Портретную гравюру (вверху справа) Везалия, занятого анатомированием руки, исполнил нидерландский художник Ян Стефан ван Калькар (1499—1550). Существует ещё один портрет Везалия того же художника, исполненный масляными красками и хранящийся в Эрмитаже (Санкт-Петербург). Портрет приобретён был в 1781 году в Париже и происходит из собрания Бодуэна. Его приписывали перу неизвестного художника XVI века, а после Моретто да Брешиа. В конце концов, её атрибутировали Джованни да Калькара, что является итальянизированным вариантом имени Яна ван Калькара, ученика Тициана, долго жившего в Италии и умершего в Неаполе.

## Память
- В честь Андреаса Везалия в 1970 г. назван кратер на Луне.
- Изображен на почтовых марках Бельгии 1942 и 1964 года, Венгрии 1989 года и современных марках Чешской республики.
- 7 января 2015 года по каналу «365 дней ТВ» был показан фильм, в котором подробно рассказали о трудах и достижениях Везалия